# 武儉
武儉（?—?），是中国唯一的女皇帝武则天的曾祖父，北周永昌王諮議參軍。
唐朝光宅元年（684年）九月，武则天追封曾祖父武俭为太尉、金城郡王，曾祖母宋氏为王妃。永昌元年（689年）二月，追封武俭为魏义康王，宋氏为王妃。天授元年（690年）九月，武周建立，追封武俭为烈祖渾元昭安皇帝，宋氏为昭安皇后。

## 陵墓
武儉的墓地为靖陵，在今山西省文水县。
| 前任： 父亲武周肃祖武居常 | 武則天的曾祖父 | 繼任： 子武周顯祖武華 |